# Анастигмат
Анастигма́т — объектив, в котором исправлены практически все аберрации, в том числе астигматизм и кривизна поля изображения. Анастигматами могут считаться объективы любых конструкций и типов, удовлетворяющие этим условиям. Большинство анастигматов дают хорошее качество изображения по всему полю при больших значениях относительного отверстия, обеспечивая высокую светосилу.
Анастигмат состоит не менее чем из трёх линз (если он не содержит оптических элементов другого типа и асферических линз). Простейший анастигмат — триплет. Подавляющее большинство современных фотографических, киносъёмочных и телевизионных объективов — анастигматы.
Впервые объектив «Протар» (нем. Protar), соответствующий классу анастигматов, был сконструирован немецким оптиком Паулем Рудольфом в 1890 году.